# Актушево
Актушево (мар. Актусола) — деревня в Горномарийском районе Марий Эл Российской Федерации. Входит в состав Пайгусовского сельского поселения.
Численность населения — 112 чел. (2014 год).

## География
Располагается в 12 км от административного центра сельского поселения — села Пайгусово, на территории Государственного заказника «Емешевский», на правом берегу реки Сумки.

## Топонимика
Название деревни происходит от «Актуш» — имени одного из её основателей. В XVI—XVIII веках деревню называли Малая Емангаши (село Емангаши расположено в 3 км на запад от деревни). В списках населённых мест Казанской губернии 1859 года упоминается под официальным названием Малые Еманга́ши, в просторечии — Актуши.

## История
В деревне сохранилась часть Екатерининского тракта, выложенная булыжником. В 200 м от нижней части деревни, стоит кирпичный пограничный столб, поставленный в конце XVIII в. на границе Нижегородской и Казанской губерний.
С середины XVIII века деревня относилась к церковному приходу села Пертнуры, а с 1885 г. — села Емешево. В конце XVIII — начале XX веков находилась в составе Больше-Юнгинской волости Козьмодемьянского уезда. В 1924—1931 гг. состояла в Акчеринском районе Юринского кантона.

## Население
| 1859 | 2002 | 2010 | 2014 |
| ---- | ---- | ---- | ---- |
| 190  | ↘119 | ↘112 | →112 |